# Pertusa
Pertusa és un municipi aragonès situat a la província d'Osca i enquadrat a la comarca de la Foia d'Osca, situat a 35 km al sud-est d'Osca a l'A-1217. Es troba assentat en un pla inclinat en forma d'amfiteatre, proper a la riba esquerra del riu Alcanadre, i està envoltat de turons i de roques.
Considerada calçada romana de la via Osca Ilerda, actualment s'usa com a via Xacobea. Va tenir una ermita medieval dedicada a l'apòstol Sant Jaume, de la qual només queden restes en un dels altells.

## Geografia
- És una vila de la província d'Osca situada a 28 km de la capital (37 km per carretera). Es troba a una altitud de 375 metres sobre el nivell del mar. La vegetació més usual és el matoll, el pi i el pollancre.
- El 1959 s'inicien les obres del Canal del Cinca que salva el riu Alcanadre al seu pas per Pertusa. De la construcció destaquen els nombrosos túnels de l'obra, a la Séquia de Pertusa es compten set d'ells.[3] L'aqüeducte de Pertusa permet el pas de 43 m3/segon.[4]

### Localitats limítrofes
- Antillón
- Barbuñales
- Torres de Alcanadre
- Salillas
- Angües
- Laperdiguera
- Lacuadrada

## Història
- Va ser una mansió romana citada a l'Itinerari d'Antonino (391,4), Antonino Pío la menciona com una de tantes ciutats ilergetes que els conqueridors de la Laci van convertir en estacions de descans dels seus legionaris per estar al costat de la calçada romana. Va rebre els noms de Partusa i Dertusa, avui dia encara es conserven restes d'aquesta calçada i del pont que creuava l'Alcanadre. Aquest poble se situava a 10 milles romanes d'Osca i a 9 milles de Berbegal.
- Cap al 1100, el rei Pere I d'Aragó reconquereix Pertusa. Va esdevenir cap d'una jurisdicció sobre La Perdiguera, Lalauenga, Barbuñales i L'Almunia Cuadrada (Lacuadrada).
- El Comte de Aytone l'any 1380 va rebre un donatiu dels Castells i Viles de Pertusa, Bolea i Biel per part de l'Infant Don Martín.
- El primer esment de la vila és l'any 1106 (Yela, El Cartulario de Roda,p. 69-70)
- El rei Felip II de Castella, en agraïment al bon tracte del poble de Pertusa en el seu camí a Catalunya, els va enviar a l'arquitecte que estava construint el monestir de Sant Lorenzo de l'Escorial perquè els construís la Torre annexa a l'església parroquial.[5]

## Demografia
| 1900 | 1910 | 1930 | 1940 | 1950 | 1960 | 1970 | 1981 | 1986 | 1992 | 1999 | 2004 |
| ---- | ---- | ---- | ---- | ---- | ---- | ---- | ---- | ---- | ---- | ---- | ---- |
| 666  | 552  | 439  | 356  | 290  | 295  | 191  | 157  | 156  | 158  | 154  | 135  |

## Política

### Darrers alcaldes de Pertusa
| Període   | Alcalde                       | Partit |  |
| --------- | ----------------------------- | ------ |  |
| 1979-1983 |                               |        |  |
| 1983-1987 | Jesús Mancho Solana           | PSOE   |  |
| 1987-1991 | Servando Joaquín Taco Allue   | CDS    |  |
| 1991-1995 | Servando Joaquín Taco Allue   | CDS    |  |
| 1995-1999 | Servando Joaquín Mancho Allué | PSOE   |  |
| 1999-2003 | Servando Joaquín Mancho Allué | PSOE   |  |
| 2003-2007 | Servando Joaquín Mancho Allué | PSOE   |  |
| 2011-2015 | María Rosario Mancho Escartín | PAR    |  |
| 2015-2019 | María Rosario Mancho Escartín | PAR    |  |
| 2019-2023 | Germán Antonio Palacio Pueyo  | PSOE   |  |

### Resultats electorals
| Eleccions municipals |      |      |      |      |      |
| Partit               | 2003 | 2007 | 2011 | 2015 | 2019 |
| PAR                  | -    | 1    | 2    | 3    | 2    |
| PP                   | 1    | -    | 2    | 1    | -    |
| PSOE                 | 4    | 4    | 1    | 1    | 3    |
| CHA                  | -    | -    | -    | -    | -    |
| Total                | 5    | 5    | 5    | 5    | 5    |

## Camí de Sant Jaume
És una etapa del Camí de Sant Jaume al seu pas per la Comarca de la Foia d'Osca, a la ruta catalana del camí. L'inici de l'etapa és a Berbegal, passa per Pertusa fins a arribar a Pueyo de Fañanás. És la primera de les sis etapes d'aquesta ruta fins a arribar a Santa Cilia de Jaca.
A Pertusa es pot fer parada a l'Alberg de Pelegrins.

## Festes
- Els dies 15 i 16 d'agost són les festes patronals en honor a Nostra Senyora de l'Assumpció.
- El Dilluns de pasqua, en plena Setmana Santa, es puja a l'ermita de la Victòria
- Per Sant Sebastià, el 19 de gener, és tradició encendre fogueres en honor a aquest Sant. Els veïns de Pertusa es reuneixen per sopar miques.
- Per Santa Àgueda el 5 de febrer, festa en la qual les dones d'aquesta localitat deixen les seves cases durant uns dies per a venerar a aquesta Santa.

## Agermanaments
- Lombiar